# Miguel Duragrin
Miguel Duragin (15 gennaio 1975) è un ex calciatore francese martinicano, di ruolo attaccante.

## Carriera

### Nazionale
Ha debuttato in Nazionale il 22 luglio 1998, in Martinica-Dominica (5-1). Ha messo a segno la sua prima rete con la maglia della Nazionale il 9 ottobre 2002, nell'amichevole Martinica-Saint Lucia (4-0). Ha partecipato, con la Nazionale, alla CONCACAF Gold Cup 2003. Ha collezionato in totale, con la maglia della Nazionale, 16 presenze e 4 reti.